# Kenneth Farnum
Kenneth Farnum (Barbados, 18 de janeiro de 1931 — Nova Iorque, 4 de abril de 2020) foi um ciclista olímpico jamaicano. Representou sua nação em dois eventos nos Jogos Olímpicos de Verão de 1952.

## Corrida atlética
Ken Farnum tem estado activo como ciclista desde que tinha dez anos. Oito vezes seguidas converteu-se em campeão de sprint das Índias Ocidentais. Os atletas de Barbados têm dominado o ciclismo em as pistas de bicicleta de erva no Caraíbas desde a década de 1940.
O Fundo Farnum para Finlândia foi fundado para que Farnum pudesse participar nos Jogos Olímpicos de 1952 em Helsinki. Com o apoio financeiro deste fundo e o governo de Barbados, Ken Farnum pôde viajar a Finlândia. Como Barbados não tinha status olímpico antes de 1962, começou para a equipa jamaicano. Com um tempo de 1:17.2 minutos, Farnum, que teve problemas com o clima em Finlândia, terminou 20.º na contrarrelógio de 1000 metros. No sprint, foi eliminado na corrida de esperança da primeira volta. Foi o único ciclista negro que começou estes jogos.
Em 1955, mudou-se à cidade de Nova York com sua família. Três vezes seguidas - 1955, 1956 e 1957 - Farnum, "um ciclista de pele morena num desporto dominado por ginetes brancos", o campeonato do Estado da Nova York e converteu-se assim num "herói popular". Também tomou aos jovens ciclistas afroamericanos como Herb Francis e Perry Metzler baixo sua protecção. Recebeu a cidadania estadounidense a 27 de junho de 1966.

## Morte
Morreu em Nova Iorque em 4 de abril de 2020  à idade de 89 anos devido a complicações da COVID-19.